# Chica Halcón
Chica Halcón (Hawkgirl en inglés) es el nombre de varias superheroínas ficticias alienígenas que aparecen en los cómics estadounidenses publicados por DC Comics. La primera Chica Halcón, Shiera Sanders Hall fue creada por el escritor Gardner Fox y el artista Dennis Neville y apareció por primera vez en Flash Comics #1 (enero de 1940). Shayera Hol fue creada por el escritor Gardner Fox y el artista Joe Kubert, y apareció por primera vez en The Brave and the Bold #34 (marzo de 1961). Kendra Saunders fue creado por el escritor David S. Goyer y el artista Stephen Sadowski, y apareció por primera vez en JSA Secret Files and Origins #1 (agosto de 1999). Una de las primeras superheroínas de DC, Chica Halcón ha aparecido en muchos de los títulos más importantes de la compañía, como Justice Society of América y Justice League of America.
Varias encarnaciones de Chica Halcón han aparecido en DC Comics, todas ellas caracterizadas por el uso de armas arcaicas y alas artificiales, unidas a un arnés hecho de un Metal Nth especial que permite el vuelo. La mayoría de las encarnaciones de Chica Halcón trabajan estrechamente con Hombre Halcón, un socio/interés romántico.
Desde que la continuidad de DC fue reescrita en la serie de 1985 Crisis on Infinite Earths la historia de Chica Halcón se ha confundido con varias versiones nuevas del personaje que aparecen a través de los años, algunas asociadas con el antiguo Egipto y otras con el planeta ficticio Thanagar. Estas versiones del personaje han protagonizado varias series de varias duraciones.
Chica Halcón ha sido adaptado en varios medios, incluyendo películas de animación directas en video, videojuegos y series de televisión animadas y de acción en vivo, presentando como personaje principal o recurrente en los programas Liga de la Justicia, Liga de la Justicia Ilimitada, The Flash, Arrow, Young Justice, DC Super Hero Girls y DC's Legends of Tomorrow. La lista de IGN de los "Top 25 Héroes de DC Comics" clasificó a Chica Halcón como N°22. Fue clasificada en el puesto 80° en la lista de "100 mujeres más sexys en Cómics" de Comics Buyer's Guide'.

## Historia de las publicaciones

### Edad de oro
Creado por el escritor Gardner Fox y el artista Dennis Neville, Shiera Sanders apareció por primera vez en Flash Comics #1 (enero de 1940), en la misma historia de 12 páginas en la que Fox y Neville presentaron a Hombre Halcón. El arqueólogo Carter Hall sueña que es un antiguo príncipe egipcio, Keops, que tiene un amante, llamado Shiera en la historia original, o la princesa Chay-Ara en recuentos modernos. Al día siguiente, Carter conoce a una mujer llamada Shiera que se ve exactamente como la mujer en su sueño. Carter se pone la identidad de Hombre Halcón y Shiera se convierte en la novia de Carter. Shiera aparece por primera vez como Chica Halcón en All Star Comics #5 (julio de 1941), en un disfraz creado por Sheldon Moldoff, basado en el disfraz de Hombre Halcón de Neville. Durante el segmento en solitario de Hombre Halcón de la historia de la Sociedad de la Justicia de América, Shiera se pone un conjunto extra de alas de Metal Nth desarrollado por Hombre Halcón, y se disfraza de Hombre Halcón para engañar a algunos criminales. Shiera continúa usando el traje y las alas en historias posteriores, adoptando finalmente la identidad de Chica Halcón.

### Edad de plata
Con la decadente popularidad de los superhéroes durante la década de 1940, la característica de Hombre Halcón terminó en el último número de Flash Comics en 1949. En 1956, DC Comics resucitó a Flash renovando al personaje con una nueva identidad y una historia de fondo. Tras el éxito del nuevo Flash, DC Comics renovó a Hombre Halcón de manera similar con The Brave and the Bold #34 en 1961. Las versiones de la edad de plata de Hombre Halcón y Chica Halcón se convirtieron en agentes de policía alienígenas casados del planeta Thanagar que vienen a la Tierra con el fin para estudiar técnicas de policía. Esta Chica Halcón se presenta como Shayera Hol (fonéticamente idéntica a Shiera Hall), que aparece vestida desde su primera aparición como Halcón. Aunque el Hombre Halcón de esta edad de plata se une a la Liga de la Justicia en Justice League of America #31 en 1964, Chica Halcón no recibió membresía porque las reglas de la Liga de la Justicia solo permitían la admisión de un nuevo miembro a la vez. Varios años después, Chica Halcón se unió a la Liga de la Justicia de América con el número #146 en 1977. En 1981, Chica Halcón cambió su nombre a Mujer Halcón en la característica de respaldo al Hombre Halcón de World's Finest Comics #274.
Con el establecimiento del sistema multiverso de DC, se dice que la Chica Halcón de la Edad de oro vivió en Tierra-2 y la Chica Halcón de la Edad de plata a la en Tierra-1. Aunque el Hombre Halcón de la edad de oro hace su primera aparición durante el primer equipo JLA/JSA en 1963 y continúa apareciendo durante los equipos anuales de JLA/JSA, la Chica Halcón de la edad de oro no reaparece hasta 1976, en el renacimiento del cómic mensual All Star Comics. Durante la brecha de publicación entre la cancelación de Hombre Halcón al final de la Edad de Oro y la reintroducción de Hombre Halcón Tierra-2 durante la Edad de Plata, Hombre Halcón y Chica Halcón de la edad de oro están casados fuera del panel. Chica Halcón de la edad de oro hizo apariciones adicionales como la madre de Escarabajo plateado en el cómic de Infinity Inc y como Chica Halcón se hizo miembro del All-Star Squadron, un equipo retroactivo de héroes de la Era Dorada activos en la década de 1940.

### Post-crisis y un año después
Después de los eventos de la miniserie de DC, Crisis on Infinite Earths, las historias de Tierra-1, 2, 4, S y X se fusionaron en una sola Tierra con un pasado, presente y futuro constante. Como resultado, tanto las versiones de la edad de oro como las de plata de Hombre Halcón y Chica Halcón viven en la misma Tierra. Poco después de Crisis on Infinite Earths, DC decidió que tener a la Sociedad de la justicia en la misma Tierra que todos los demás superhéroes era redundante y la mayoría del equipo, incluidos Hombre Halcón y Chica Halcón, recibieron una despedida en Last Days of the Justice Society. La Sociedad de la Justicia quedó atrapada en otra dimensión, Limbo, donde lucharían por toda la eternidad para evitar que el Ragnarök se produzca en la Tierra.
Inicialmente, Hombre Halcón y Mujer Halcón de la edad de plata se mantuvieron en continuidad sin cambios después de Crisis on Infinite Earths. Sin embargo, DC revirtió esta decisión y reinició la continuidad de Hombre Halcón luego del éxito de la miniserie Hawkworld. Originalmente, Hawkworld era una miniserie ambientada en el pasado que revisaba los orígenes de Hombre Halcón y Mujer Halcón, pero después de que la serie se convirtiera en un éxito, DC Comics convirtió Hawkworld en una serie continua en el presente, con dos héroes que recientemente aparecieron en la Tierra después de los eventos en la miniserie ¡Invasión!, lo que resulta en un reinicio completo de la continuidad de Hombre Halcón. Varios errores de continuidad con respecto a las apariciones de Hombre Halcón y Mujer Halcón en la Liga de la Justicia debían corregirse, incluida su aparición en la miniserie ¡Invasión!. Todas las apariciones previas de la edad de plata de Chica Halcón en la Liga de la Justicia fueron explicadas por el Golden Hawkgirl de la Edad de Oro que tomaba el lugar de la Edad de Plata. Sin embargo, Mujer Halcón continuó apareciendo en algunas aventuras antes de la Liga de la Justicia de Hawkworld durante el tiempo en que la Chica Halcón de la edad de plata quedó atrapada en el Limbo. Para explicar este error de continuidad, se creó una nueva Mujer Halcón, Sharon Parker, que se incorporó a la Liga de la Justicia durante.
Después del reinicio de Hawkworld, Chica Halcón (Mujer Halcón) ahora era Shayera Thal y no estaba casada con Katar Hol, sino simplemente su compañero de policía. En la continuidad posterior a Hawkworld, Shayera adopta el nombre Mujer Halcón desde el comienzo de su carrera y nunca usa el nombre Chica Halcón. La Chica Halcón de la edad de oro finalmente regresa de Limbo, pero durante la miniserie Hora Cero se fusiona con Katar Hol y Hombre Halcón de la edad de oro en una nueva persona.
Una nueva Chica Halcón fue presentado como parte de la reactivación del título mensual de 1999 JSA. La nueva Chica Halcón es Kendra Saunders, nieta del primo de Chica Halcón de la edad de oro, Speed Saunders. Chica Halcón continuaría apareciendo regularmente en la serie mensual de JSA y más tarde en Hawkman mensualmente. En 2006, la serie mensual permanente de Hawkman fue retitulada como Hawkgirl, comenzando con el número #50 como parte del salto adelante "One Year Later"; Kendra reemplazó a Hombre Halcón como el personaje principal. La serie de cómics Hawkgirl se terminó con el número #66.
Kendra era un miembro recurrente de Birds of Prey. Oráculo primero solicita su ayuda en el número #104 al tratar con Seis Secretos, por lo que Oráculo le recompensa con un automóvil. A lo largo del arco ruso, Chica Halcón sirve como miembro del equipo y desarrolla una rivalidad con Scandal Savage de los Seis Secretos.
Ella fue miembro de la Liga de la Justicia de América en su relanzamiento, pero dejó el equipo debido a las lesiones sufridas en la Crisis final. Kendra y el Hombre Halcón original (Carter Hall) fueron asesinados durante la historia de Blackest Night; Katar Hol había sido asesinado previamente en una batalla final con el Hawkgod, y Carter Hall, que se había reencarnado en un nuevo cuerpo, lo reemplazó como compañero de Chica Halcón. Carter y Shiera fueron resucitados después de Blackest Night, pero Kendra fue asesinada nuevamente.

## Biografía de los personajes

### Shiera Sanders Hall
La Chica Halcón de la edad de oro era Shiera Sanders Hall, la reencarnación de la princesa egipcia Chay-Ara, y compañera de Carter Hall, el Hombre Halcón de la edad de oro. Siglos atrás, Cha-Ara y su amante, el príncipe Khufu, fueron asesinados por Hath-Seth con un cuchillo forjado de Metal Nth. Las propiedades del metal y la fuerza del amor del dúo crearon un vínculo entre ellos, lo que provocó que renacieran varias veces a lo largo de los siglos. Algunas de sus encarnaciones son:
- Lady Celia Penbrook, viva durante el siglo V Gran Bretaña, y el amor de Silent Knight.
- Canela (también conocida como Kate Manser), pistolero del Viejo Oeste y su amor por Nighthawk.
- Sheila Carr, señora amor del detective de Pinkerton James Wright.

A principios del siglo XX, Chay-Ara renació como Shiera Sanders. Ella fue secuestrada por el Dr. Anton Hastor (reencarnación de Hath-Set), pero posteriormente rescatada por Hombre Halcón (su amante renacido Khufu). Shiera se convirtió en el frecuente aliado e interés amoroso del héroe. Finalmente, le otorgaron un traje propio y un cinturón de metal Nth que desafía la gravedad, y se unió a él a su lado como Chica Halcón.
Los Halcones eran miembros del All-Star Squadron, y aunque Hombre Halcón era miembro de la Sociedad de la Justicia de América, Chica Halcón no lo era, solo asistía al grupo en alguna ocasión. Las reincorporaciones indican que Chica Halcón se instaló formalmente en el JSA en algún momento. Finalmente, Carter y Shiera se casaron y tuvieron un hijo, Héctor Hall, el anterior Doctor Fate.
A través de retcon, Carter y Shiera también se unieron a la Liga de la Justicia de América a fines de la década de 1980, sirviendo como enlaces entre ese grupo y la Sociedad de la Justicia.
Shiera murió cuando ella se fusionó con Carter y Katar Hol para formar una nueva versión de Hombre Halcón, un "dios halcón", durante los acontecimientos de la Hora cero, pero fue restablecido durante los acontecimientos de Blackest Night del anillo linterna blanca.

### Kendra Saunders
Kendra Saunders era una mujer joven que se suicidó. Cuando el alma de Kendra abandonó su cuerpo, el del primer primo de su abuelo Shiera Hall, la Chica Halcón de la edad oro entró, haciendo que Kendra fuera a buscarlo. Su abuelo, exagente de OSS y aventurero de trotamundos Speed Saunders, reconoció esto, en parte debido a un cambio en el color de los ojos, y alentó a su nieta a abrazar su destino como la "nueva" Chica Halcón.
Kendra tuvo una hija llamada Mia, que no se muestra, pero mencionó.
Aún creyéndose a sí misma como Kendra, debutó como una heroína usando el equipo original de Chica Halcón y partió en busca de un ser llamado el Destino-Hijo (en realidad su propio hijo reencarnado, Héctor Hall). Esto condujo a una reunión con la Sociedad de la Justicia y la inducción de Kendra a ese equipo.
Actualmente tiene todos los recuerdos de Kendra, pero casi ninguno de los de Shiera salvo por experiencias de lucha. Esto crea tensión con Hombre Halcón ya que recuerda todas sus vidas pasadas juntas y cree que están destinadas el uno para el otro. Kendra ha sido presentada como una mujer joven muy atribulada, atormentada por el asesinato de sus padres por un policía corrupto y confundida por su revoltijo de recuerdos y sentimientos. Ella ha operado como la compañera de Hombre Halcón, pero recientemente comenzó a admitir su atracción hacia él. La verdad sobre la identidad de Kendra finalmente fue revelada por el ángel Zauriel.
Ella es una de los héroes que lucharon en el espacio durante la Guerra Rann-Thanagar. Después de los eventos de Crisis infinita, un malfuncionamiento del transportador Zeta Beam dañó a muchos de los superhéroes en el espacio, incluida Chica Halcón, lo que hizo que creciera más de seis metros de altura. Algún tiempo después, restaurada su estatura apropiada, Kendra se mostró viviendo en St. Roch, Luisiana, trabajando en el Museo Stonechat y protegiendo la ciudad como Chica Halcón.
Ella también es un miembro que regresa de la nueva Liga de la Justicia, ya que efectivamente sirvió con el equipo cuando los miembros originales habían desaparecido anteriormente. Una relación entre Chica Halcón y Flecha Roja se convirtió en una de las principales subtramas de la serie, aunque parece haber terminado. Chica Halcón ahora es 100% Kendra Saunders. El alma de Shiera Sanders abandonó el cuerpo de Kendra y se trasladó a la otra vida. Shiera espera que su muerte finalmente elimine la maldición de Hath-Set.

#### Hawkman Vol. 4 (2002-2006)
Con una duración de cuatro años y cuarenta y nueve números, Hawkman fue una serie mensual de historietas. En el primer número, Kendra aparece discutiendo con su abuelo, Speed Saunders, queriendo saber más sobre el asesinato de sus padres, le dice que busque a Danny Evans, un arqueólogo que trabaja en el Museo Stonechat que estaba en una misión en la India intentando evitar que el Museo se cierre. Chica Halcón decide ir tras él con la ayuda de Hombre Halcón, cuando se encuentran con Danny luchan contra Shadow Thief, Tigresa y Copperhead, los tres intentan robar el diamante que Danny estaba buscando, durante la pelea Tigresa escapa con el diamante y Hombre Halcón, Shadow Thief y Copperhead son llevados a Battlelands, un pliegue escondido en la realidad creado por Shiva Nataraja para proteger a los descendientes de Ganesha. Todavía en la India, Kendra y Danny tienen una conversación sobre los padres de Kendra y por qué fueron asesinados, por la consternación de Chica Halcón de que no sabía mucho al respecto, después de esto recuperaron el diamante y lo pusieron de nuevo en su lugar, abriendo un portal a Battlelands, rescatando a Hombre Halcón y a los demás.
Durante los eventos de Slings and Arrows, Kendra y Carter comenzaron a trabajar en el museo Stonechat, como agentes de campo. Chica Halcón también conoce a Flecha Verde por primera vez mientras está en la ciudad buscando a The Spider, un asesino que intentaba incriminarlo. Trabajando juntos para encontrarlo, luchan contra el criminal y Flecha Verde dispara a la araña en su ojo con una flecha, esperando terminar la carrera del criminal mutilándolo. Más tarde se muestra que Spider logra volver a aprender arquería desde una nueva perspectiva.
Se revela una de las vidas pasadas de Kendra, como la cazarrecompensas Canela, una reencarnación de la princesa egipcia Chay-Ara. Como tal, se convierte en la amante de la reencarnación del príncipe Khufu, el héroe Nighthawk. Cuando Canela es asaltado por el ladrón "Gentleman Jim" Craddock, Nighthawk lo cuelga, atando así su destino al de ellos. Canela, junto con Nighthawk, son asesinados por la última encarnación de Hath-Set, su mayor enemigo.
Kendra y Carter viajan al Monte Kailas, Tíbet, para salvar a su abuelo que fue secuestrado por una misteriosa figura que luego se reveló como la última reencarnación de Hath-Set, Helena Astar. Helena descubrió que Speed estaba en el Tíbet buscando el absorbacron, un dispositivo antiguo de Thanagar que tenía la capacidad de absorber conocimiento y almas, junto con el poder de restaurar recuerdos perdidos, siendo la razón por la cual Speed lo estaba buscando, con la esperanza de traerlo. Kendra perdió recuerdos, cuando encontró el dispositivo, y fue capturada por Helena. Más tarde los Halcones fueron tomados por ella en un intento de matarlos, sin éxito, ya que El Átomo aparece y los salva de ser asesinados, Chica Halcón derrota a Helena por sí misma probando a Carter que tenía más determinación de la que le había dado crédito. Después de que Kendra destruye el absorbascron Helena se transforma en una estatua de sal, durante una lucha contra los secuaces de Helena, la estatua se rompe, supuestamente matándola. Chica Halcón desarrolla una amistad con El átomo, después de salvarlo dos veces de ser asesinado durante la lucha contra la última reencarnación de Hath-Set. Después de estos eventos, Kendra comenzó a ver a Hombre Halcón como un amigo en lugar de solo como un compañero, como se muestra en los capítulos anteriores, marcando un gran paso en su relación.
Atormentado por las pesadillas de su pasado, cuando ella y su madre fueron atacadas por dos policías. Aunque solo era una niña, luchó contra ella y, durante el caos, uno de los atacantes accidentalmente disparó y mató al otro y huyó, años más tarde, sus padres rastrearon al atacante sobreviviente hasta St.Roch, donde les tendió una emboscada y los asesinó. Kendra finalmente encuentra al atacante, el jefe de policía Albert Nedal, que luego sería asesinado a manos de Gentleman Ghost.
Algún tiempo después de los eventos de Hora cero, donde Katar Hol se fusionó con Carter y Shiera Hall en una nueva versión de Hombre Halcón, que luego fue poseída por una criatura del rojo conocido como Hawk Avatar. Mujer Halcón se retiró del trabajo de superhéroes para convertirse en policía en Detroit, se encontró con Chica Halcón mientras buscaba a su compañero desaparecido, más tarde Shayera Thal sería capturada por Byth Rok, liderando la batalla final de Shayera contra él cuando ella, ayudada por Chica Halcón, derrotó al Criminal thanagariano para siempre. Mujer Halcón le dio a Chica Halcón su arnés como un símbolo de su asociación recientemente formada antes de partir a Thanagar con Byth como su prisionero.
Chica Halcón siempre sintió que no era la primera persona a la que recurriría Hombre Halcón en un momento de crisis, tratándola como una damisela en apuros incapaz de defenderse de los peligros que podría enfrentar, degradando su posición a los ojos de la Sociedad de la Justicia y en su asociación, donde la trataría con frecuencia como un compañero, algo que Kendra declara que no es, queriendo verse como su igual. Hacia el final de la serie Hawkman, Chica Halcón revela todos sus sentimientos a Carter, haciendo que el héroe se disculpe, diciendo que la estaba tratando mal todo el tiempo, la historia termina en un tono romántico con los Hawks peleando juntos durante la Guerra Rann-Thanagar, ya que ambos confiesen su amor el uno al otro.

#### Hawkgirl, la serie
Después de que la serie mensual continua de Hawkman es retitulada, cambiando a Hawkgirl, Kendra reemplaza a Carter como el personaje principal. Chica Halcón se ve protegiendo a St. Roch, Luisiana, en ausencia de Hombre Halcón y trabajando en el Museo Stonechat. Luchó contra Khimera varias veces, y finalmente la mató. Más tarde fue secuestrada y llevada a juicio por alta traición contra su pueblo por parte de un grupo de Thanagarianos deshonestos. Después de ser declarado culpable, uno de ellos la ató las manos a la espalda y se cubrió la boca con un trozo de cinta adhesiva, y luego trató de lincharla. Kendra descubrió que podía flotar sin sus alas y podía fingir su muerte y escapar usando este nuevo poder. Kendra también fue blanco de Blackfire, que decidió ir a la Tierra para matar a Chica Halcón y Hombre Halcón, pero los Hawks la derrotaron y le quitaron sus poderes.
Kendra también luchó junto a las Furias de Darkseid mientras que St.Roch estaba siendo atacado por un arma de Apokolips, el gizmoid. A las Furias se les asignó un escuadrón de Parademonio para encontrar un Beta-3 Gizmoid robado. Descubren que el gizmoid ha aterrizado en St. Roch. Según sus lecturas, el gizmoid se ha activado y Bernadeth quiere el gizmoide porque Darkseid no puede permitir que la Tierra sea destruida por algo de Apokolips o significará la guerra con el Alto Padre. Resulta que Desaad diseñó estos gizmoides para ser un asesino planetario, pero la producción del dispositivo se suspendió cuando un Parademonio escapó con un gizmoide a través de un tubo de Boom. El Parademonio aterrizó en el Antiguo Egipto y ocultó el gizmoid antes de que fuera asesinado por los rastreadores de Desaad.
El gizmoid se encuentra cerca del Museo Stonechat y ve a Chica Halcón volando por los aires. Su adquisición se calcula como álgebra booleana pronosticadora. El gizmoide decide que Chica Halcón sería una plantilla adecuada para comenzar la erradicación de la Tierra, pero antes de que pudiera replicarse, las Furias convergen en su ubicación a través de un Tubo de luz. El gizmoid escapa por poco liberando gas radión para frenarlos. Chica Halcón descubre la perturbación y advierte que las furias femeninas apenas son conscientes. El gizmoid aparece detrás de Chica Halcón y la tranquiliza, luego se optimiza para la replicación de la plantilla.
Cuando el gizmoid terminó de replicarse, se deshizo de Chica Halcón como una muñeca de trapo y se convirtió en una versión mecanizada de Chica Halcón. El gizmoid comienza a atacar a St. Roch con un arsenal de armamento. Bernadeth intenta destruir el gizmoid con una serie de centiblades, pero su intento no tuvo éxito. Afortunadamente, el metal nth en las alas de Chica Halcón se hizo más avanzado por el breve vínculo del gizmoid con ella. Chica Halcón vuela hacia St. James Parish porque el gizmoid se estaba acercando a esa dirección. Chica Halcón le dice a las Furias que centren su poder de fuego en ciertas secciones que corta, cauterizando así las heridas porque el gizmoide puede curarse con máquinas nano.
El plan de Chica Halcón funcionó y el gizmoid se hizo pedazos después no poder soportar el implacable castigo de las Furias. En cuanto a Chica Halcón, los avances del gizmoid se desgastaron en su metal nth debido a su destrucción y se cansó demasiado. Chica Halcón se estrelló cerca de la taberna del Sr. Dooley y Bloody Mary siguió poco después. Afortunadamente, Danny Evans observaba todos los movimientos de Chica Halcón y detuvo a Bloody Mary antes de que pudiera hundir sus dientes en el cuello de Chica Halcón. Las furias femeninas recogen a Bloody Mary y de mala gana le agradecieron a Chica Halcón por sus esfuerzos.
Kendra finalmente decide luchar contra su enemigo mortal, Hath-Set, que la había estado mirando durante un tiempo, Chica Halcón comenzó a acercarse a encontrarlo con la ayuda de amigos, como Batman, Superman y Oráculo. Durante su búsqueda, Kendra es secuestrada por Hath-Set, consciente de que Hombre Halcón va en una misión de rescate, mientras tanto Chica Halcón puede liberarse y encontrarse con Hath-Set, quien encarceló a Carter, después de una batalla final contra el villano Kendra lo mata y salva a Hombre Halcón, los dos ahora, finalmente, en paz, se ven a sí mismos enamorándose nuevamente, pero Chica Halcón dice que debe ganarse su amor.

#### La noche más oscura
En Blackest Night #1, Kendra tiene una discusión con Hombre Halcón sobre si visitar o no la tumba de Jean Loring con El Átomo. Mientras los dos héroes se pelean, los cadáveres reanimados de Ralph y Sue Dibny, ahora miembros del Black Lantern Corps, entran en el santuario de Hombre Halcón. Los Linternas Negras atacan, Sue empala a Chica Halcón en una lanza. Ralph se burla de Hombre Halcón, diciéndole que Chica Halcón nunca lo amó; un reclamo que ella refuta con su último aliento. Hombre Halcón es asesinado poco después y ambos héroes son reanimados como Linternas Negras por Black Hand.
Durante las batallas en Ciudad Costera, Átomo es elegido por la Tribu Indigo para ser más efectivo contra las fuerzas de Nekron. El átomo le dice a Indigo-1 que mantenga su participación en el despliegue de las tropas en secreto, y le pide que lo ayude a encontrar la manera de resucitar legítimamente a Hombre Halcón y Chica Halcón. En la batalla final, Hal Jordan transforma al dúo en el White Lantern Corps y, tras la destrucción de Nekron, ambos resucitan. Chica Halcón dice que recuerda todas sus vidas pasadas, luego se desenmascara para revelarse a sí misma como Shiera, ella y Carter se reúnen con alegría.

#### El día más brillante
En el Crossover Brightest Day, Carter y Shiera siguen a Hath-Set, que ha recogido los huesos de todos sus cuerpos anteriores, y ha creado un portal para Hawkworld. Mientras está allí, La Entidad le dice a Shiera que evite que Hath-Set mate a Carter, porque si muere una vez más, no volverá a sufrir el ciclo de la resurrección. Shiera es atacado en el calabozo de Hawkworld y capturado por Hath-Set. Luego es llevada a la Reina de Hawkworld, quien le revela a Shiera que ella es su madre. Hawkgirl está atada por Hath-Set y la Reina Khea a la entrada y la golpean para atraer a Hombre Halcón al lugar. Hombre Halcón y su grupo de panthera atacan el planeta natal Manhawks. Cuando Hombre Halcón llega y llama su atención, Shiera cambia las tornas en Hath-Set y usa sus piernas para romper su cuello, matándolo. Mientras tanto, Hombre Halcón es retenido por el control de la Reina Khea de la armadura y el mazo metálica que contiene el metal Nth, y ella coloca a Carter con Shiera. La reina Khea abre la puerta de entrada y entra al portal del mundo natal de Zamaron. Cuando llega al planeta natal de Zamaron, Star Sapphire (Carol Ferris) los libera a ambos para detener la invasión de la Reina Khea. Chica Halcón pronto se enfrenta a su madre, pero el Predator siente que la falta de amor en el corazón de Khea se une a ella y no sabe si realmente puede contener el poder del amor verdadero.
El Depredador convierte a Khea en su anfitrión, pero Shiera y Carter logran separarlos apuñalando a Khea al mismo tiempo con armas hechas con cristales de Zamaron. Los huesos de las vidas pasadas de Hombre Halcón y Chica Halcón se separan de la puerta de entrada y, animados por el poder de la luz violeta del amor, agarran a Khea y la encarcelan en la Batería de energía central Zamaroniana. Shiera y Carter, con sus dos misiones cumplidas, recuperan sus vidas y Carol los teletransporta a los dos de vuelta al museo de St. Roch. Allí, la pareja, feliz por finalmente derrotar la maldición, comienza a quitarse la ropa para hacer el amor, pero de repente son interrumpidos por la aparición de Deadman, traído allí por su anillo blanco. El anillo le da a Shiera y Carter la orden de vivir separados para vivir una vida más fuerte (porque aprecian más el amor que la vida misma), pero cuando Carter responde diciendo que no van a vivir separados, el anillo responde "Así sea "y desata una ráfaga de luz blanca que convierte a Hombre Halcón y Chica Halcón en polvo blanco, mientras que Deadman mira con horror. Deadman ordena que el anillo resucite a Hombre Halcón y Chica Halcón, pero el anillo se rehúsa, y le dice que Chica Halcón es única y que recuperó la vida para superar lo que la retenía en su vida pasada porque es esencial para salvar la Tierra.
Cuando el "Avatar oscuro" hizo su presencia conocida, se revela que Chica Halcón y Hombre Halcón son parte de los Elementales. Fueron transformados por la Entidad para convertirse en el elemento del aire y proteger el bosque de Star City del Dark Avatar, que parece ser la versión Linterna Negra de La Cosa del Pantano. Los Elementales se fusionan con el cuerpo de Alec Holland para que la Entidad lo transforme en la nueva Cosa del Pantano y la batalla contra el Avatar Oscuro. Después de que el Dark Avatar es derrotado, Swamp Thing parece haber llevado a los Elementales a la normalidad; sin embargo, cuando Hombre Halcón busca a Shiera, descubre que ella no volvió como él. La Cosa del pantano le dice más tarde que Shiera está en todas partes, y revela que todavía es la elemental del aire. Después, Hombre Halcón regresa a casa gritando "Shiera".

### Los nuevos 52
En 2011, DC Comics reinició su continuidad como parte del evento editorial "The New 52". Después de esto, una versión reimaginada de Kendra Saunders de Chica Halcón aparece en el cómic Tierra-2, ambientado en la realidad paralela de esa designación. No se ha revelado su origen completo, salvo alguna insinuación de su origen como parte de un programa secreto que incluía a Al Pratt. Más tarde se revela que Kendra Muñoz-Saunders es un cazador de tesoros profesional, y fue contratado por el Ejército Mundial antes de que ocurriera un evento no revelado en Egipto que resultó en el injerto de alas en la espalda de Kendra, al mismo tiempo que Khalid Ben-Hassin encontró el Casco del destino.
Algún tiempo después, Kendra se encontró con Flash en Europa. Ella fue guiada por un cierto destino en cuanto a dónde podría encontrarlo. Juntos, fueron a Washington D. C. y lucharon contra Solomon Grundy, sin mucho éxito. Más tarde se les unieron Linterna Verde y, posteriormente, con Átomo. Para vencer a Grundy, Linterna Verde lo sacó de la atmósfera de la Tierra y lo dejó varado en la Luna.
A pesar de su ayuda contra Grundy, el Átomo, bajo las órdenes del Ejército Mundial, intentó capturar a Chica Halcón, pero ella escapó con la ayuda del Flash. Linterna Verde luego regresó a la Tierra después de eliminar el peligro de los misiles nucleares que lanzó el Ejército Mundial bajo el consejo de Terry Sloan. Desafortunadamente, se había quedado sin energía, después de usar tanto para vencer a Grundy. Fue salvado por Chica Halcón, quien lo atrapó a mediados de otoño.
Chica Halcón luego visitó el apartamento de Alan Scott, quien todavía estaba de luto por la muerte de su pareja Sam. Las habilidades como detective de Chica Halcón le permitieron descubrir que Alan y Linterna Verde eran uno mismo. Trató de convencerlo de unirse a ella y al Flash para formar un equipo contra el peligro que se avecina. Desde entonces, Chica Halcón junto con Flash, Linterna Verde y Doctor Destino formaron Las Maravillas del mundo.
Durante los eventos de The Tower of Fate se ve a Chica Halcón en Nueva Orleans tratando de hacer que Khalid se una a ella en un intento de luchar contra la guerra con Apokolips, luego se la muestra en Luisiana localizando una célula Parademonio, aparece Linterna Verde y le pide ayuda con encontrando por qué su esposo fue asesinado. Junto con Kendra, Alan se las arregla para aprender mucho más sobre Sam, y en el lapso de unas pocas horas la cazadora del tesoro ha superado por completo a todos los detectives contratados anteriormente por el Sr. Zhao. Están volando sobre el puerto chino cuando Kendra señala que han llegado al punto donde se suponía que había una pista, ya que uno de los contenedores contiene algo que está relacionado con la muerte de Sam. Sin embargo, una vez que abren el contenedor, Alan y Kendra descubren conmocionados a numerosos Parademonio muertos apilados uno encima del otro. Sorprendidos por sus hallazgos y preguntándose cómo esto mató a Sam, deciden dar marcha atrás a su fuente anterior, el líder de la mafia Eddie Kai Lung.
Desafortunadamente, antes de que puedan continuar su búsqueda, El Verde se acerca a Alan y le implora que regrese a Estados Unidos. Mientras que Alan se resiste tanto como puede, la fuerza de la orden resulta demasiado irresistible y se ve obligado a dejar a Kendra a pesar de sus protestas, cuando se va, le ruega a Kendra que siga mirando en su lugar. Todavía ayudando a Alan con su problema, Chica Halcón es vista en un cementerio en busca de respuestas, allí es atacada por Apokoratianos genéticamente mejorados montados por guerreros de Apokolips, Batman la ayuda y le dice que busque a Kanto, el asesino de Apokolips. Ella descubre que Sam el esposo muerto de Alan, se mezcló con la tecnología de batalla Apokolips.
Cuando ocurrió la segunda invasión de Apokolips en la Tierra-2, las Maravillas del Mundo, intentaron salvar a la Tierra-2 de la destrucción, sin éxito, tuvieron que evacuar a un gemelo de la Tierra, solo dos millones sobrevivieron a la guerra. En 2015, la serie de seguimiento llamada Earth 2: Society mostró a los supervivientes de la guerra de Tierra-2 con Apokolips, como Chica Halcón, Linterna Verde y Flash, encontrándose en un mundo nuevo teniendo que crear una vida fresca allí.
En las historias ambientadas en Tierra Prima de DC, en Savage Hawkman el argumento de la historia de "Hawkman Wanted" (Savage Hawkman números #13, 14, 15 y 16, y opcionalmente números #0 y 12) explica el lugar del personaje en New 52. Shayera Thal se revela como la princesa de Thanagar, antigua amante de Katar Hol y hermana del emperador Corsar. Inicialmente, es descrita como una villana, buscando venganza contra Katar y viniendo a la Tierra para llevar a Katar ante la justicia por sus crímenes contra Thanagar y el asesinato de Corsar. Más tarde es evidente que Katar era inocente y Shayera se sorprende cuando descubre a su hermano esta vivo y esta detrás del arresto de Katar en el intento de separar a Katar del metal Nth y ser dueño de él. Luego se sacrifica a sí misma para salvar la vida de Katar.

### Convergencia
Después de la historia de Convergence de DC, la versión de la edad de planta de Chica Halcón aparece en Pre-Crisis Gotham. Se revela que Shayera Hol es de Thanagar, que trabaja como Mujer Halcón. Durante su visita a Ciudad Gótica, tanto Shayera como Katar estuvieron presentes cuando se colocó una cúpula sobre la ciudad, desde entonces comenzaron a trabajar como curadores en el Museo de Gotham. A pesar de que otros héroes habían perdido sus habilidades, Hombre Halcón y Mujer Halcón todavía podían usar su equipo y entrenamiento para luchar contra el crimen, lo que los llevó a luchar contra Thanagarianos ocultos que tenían el intento original de conquistar la Tierra, admiten más tarde que lo abandonaron cuando la cúpula bajó. Uno de los Thanagarianos les revela a los Hawks que crearon un Absorbascon para encontrar una forma de salir de la cúpula. Lyros, uno de los guerreros en Absorbascon, explica que han visto el futuro y más allá de los límites de la realidad para los demás. Muchas de esas realidades desaparecerán de la existencia, y no habrá nada que nadie pueda hacer para detenerla. Hay un futuro donde todas las realidades se comprimen en una, y no importa cuán duro se combata a los oponentes, su universo no sobrevivirá. De repente, una voz suena desde más allá de la cúpula, advirtiendo que la cúpula caerá pronto, y los campeones de cada una de las ciudades de la superficie del planeta Telos tendrán que luchar por la supervivencia de su gente. Desafortunadamente, Shayera y Katar ahora saben que no importa lo que hagan para luchar, su hogar está condenado. Después de luchar contra todas las amenazas lanzadas sobre ellos, los Hawks observan cómo su mundo comienza a colapsar debido a la crisis, pero también se dan cuenta de que puede haber un nuevo comienzo y vuelan con esperanza en sus corazones.

### DC Renacimiento
En marzo de 2016, DC Comics desarrolló DC Rebirth, como un relanzamiento de toda su línea de cómics de superhéroes en curso. Utilizando el final de la iniciativa The New 52 en mayo de 2016 como punto de partida, DC Rebirth restauró el Universo DC a una forma muy similar a la historia de "Flashpoint" al tiempo que incorporaba numerosos elementos de The New 52, incluida su continuidad.
Después de esto, Chica Halcón, como Shiera Hall, hizo su primera aparición en Dark Days: The Forge y Dark Days: The Casting, que sirvió como preludio de Dark Nights: Metal.
En Dark Days: The Forge, Shiera se presenta como la princesa de Carter a través de su diario. Shiera y Carter están en Egipto, donde descubren una nave espacial thanagariana caída llena de Metal Nth, que Carter describe como uno de los mayores misterios de la humanidad. El Nth Metal que descubrieron en la nave les dio a Carter, Shiera y su enemigo mortal Hath-Set la vida eterna, enviándolos a un ciclo eterno de reencarnación. Gracias a esto, Carter y Shiera decidieron ser héroes luchando juntos como Hawkman y Hawkgirl, con los poderes que les fueron otorgados gracias a la exposición de Nth Metal. Se muestra que pasó muchas vidas con Carter y en cada una de ellas se vislumbra el misterio detrás de sus vidas, poderes e historias.
Dark Days: The Casting muestra a Chica Halcón en las primeras décadas del siglo XX, donde es arqueóloga junto a su esposo en St. Roch. Tienen un encuentro con los 13 Inmortales, durante este los Hawks les dice lo que sabían de sus reencarnaciones anteriores, que yo no comencé en Egipto, que comenzaron generaciones antes y Hath-Set solo oscureció sus vidas pasadas y la verdad significado del metal que usaban. Los 13 Inmortales los ayudaron enviándolos a varios lugares del mundo que contarían la misma historia sobre el metal, que el metal estaba maldito. Chica Halcón y Hombre Halcón reclutaron aventureros para ayudarlos a resolver este misterio, los Blackhawks. Durante algunas investigaciones encontraron el cuchillo del Mago, usando el poder del cuchillo, decidieron seguir en las profundidades de la oscuridad que rodeaba el misterio. El poder del cuchillo del Mago fue tan tremendo que causó un terremoto alrededor de la Montaña Challengers. Como resultado, el espacio de búsqueda que construyeron para descubrir el misterio fue destruido y justo frente a ellos vieron un gran mal, ojos que estaban esperando en la oscuridad, según lo describe Hombre Halcón en su diario. Después de esto, Hombre Halcón continuó persiguiendo el misterio y decidió ir solo en su viaje, ingresando en un portal extradimensional, a pesar de que Chica Halcón dijo que el misterio era solo una trampa que los arrastraba a pesadillas.
Kendra Saunders hizo su debut en DC Rebirth en Dark Nights: Metal #1, ahora se llama Lady Blackhawk y es la líder de los Blackhawks actuales, un equipo antiapocalíptico. Ella aparece por primera vez cuando la Liga de la Justicia encuentra un búnker en un lugar recientemente destruido en Ciudad Gótica, se presenta y les advierte de una próxima invasión a gran escala, le pide a la Liga de la Justicia que la siga hasta la Isla Blackhawk, un lugar donde la energía cósmica conducida a través del núcleo de metal de la tierra se anula, creando una especie de estática que interrumpe el espacio-tiempo, la Isla también sirvió durante muchos años como base de operaciones para los Hawks.
Allí explica su origen y el de Hombre Halcón, mostrándoles la última pieza de Nth Metal puro, Kendra les dice los poderes que puede dar el metal, también expone un mapa del Multiverso diciendo que lo que ellos pensaban que era la parte posterior del mapa es en realidad un Multiverso oscuro lleno de energía oscura que no se puede ver ni sentir. Durante la era de la piedra había tres grandes tribus humanas: Lobo, Oso y Pájaro. Compartieron un sueño de descubrimiento y fueron nómadas. Pero entonces surgió una cuarta tribu, una tribu oscura y con su terrible ascenso así que comenzó la era del metal, Kendra habla sobre esta tribu de un Multiverso Oscuro y cómo una gran bestia llamada Barbatos, era un enemigo de la tribu Pájaro de donde Hombre Halcón y Chica Halcón fueron parte. Luego revela que Batman es la puerta de entrada humana a través de la cual Barbatos puede llegar a esta Tierra. Debido a esto, Kendra se disculpa con Batman y le dice que debe evitar que esto suceda, ya que ella destruyó sus alas y dedicó su vida a terminar con Nth Metal, e intenta atraparlo. Sin embargo, Tornado Rojo, una de las ayuda de Hombre Halcón en la búsqueda del Multiverso Oscuro se reactiva, causando una gran distracción que permite a Batman escapar con la última pieza de Nth Metal, dejando a la Liga de la Justicia y Kendra para lidiar con un Tornado Rojo descontrolado.
Algún tiempo después, Kendra es vista en los pozos de lava antárticos ubicados en Finisterre. Ella va allí para unirse a una reunión secreta formada por los Inmortales, un grupo de los seres más antiguos de la Tierra, con muchos descendientes de las tribus originales, como Vándalo Salvaje, Morgaine Le Fey, Ra's Al Ghul. Como la última reencarnación de Chica Halcón, Kendra se asocia a regañadientes con Salvaje, ella le advierte que la llegada del "Dark Multiverso" es inminente, ya que Batman desapareció con la última pieza de Nth Metal y el Doctor Destino comenzó a tener visiones, ella también afirma que está interesada contactando con Hombre Plástico, considerando que él puede ser la clave para entender lo que está sucediendo. Salvaje dice que deben usar su última opción para salvar a la Tierra, el cerebro astral Antimonitor, capaz de destruir el Multiverso Oscuro, siendo Kendra el elegido para disparar el arma. Aunque Kendra intenta disuadirlos de encontrar otras opciones, Salvaje declara que la elección de los Inmortales es definitiva, durante la reunión ella descubre que Batman está en lo que él cree que es la tumba del príncipe Keops, Kendra intenta decirle que ella destruyó su tumba hace años, revelando que Batman está realmente en la tumba de Hath-Set, preparado para caer en una trampa, es capturado por miembros de la Corte de los Búhos, usándolo le abren la puerta al Multiverso Oscuro, trayendo todas sus pesadillas a la Tierra.
Siete días después de la invasión de Dark Night a la Tierra, Kendra es vista en el Oblivion Bar, uno de los únicos lugares seguros que quedan en el universo, reunidos con algunos héroes supervivientes. Para detener a Barbatos, los héroes deciden ir tras los últimos artefactos que pueden luchar contra la invasión del Multiverso Oscuro, el Nth Metal, siguiendo las coordenadas dadas por Plastic Man. Los supervivientes se dividen en grupos, con Kendra haciendo equipo con Mujer Maravilla y el Doctor Fate van al centro del multiverso que yace en la Roca de la Eternidad.
Chica Halcón también aparecerá en Hawkman Found, un cómic de Tie-In de Dark Nights: Metal. Poco después de la saga Metal Kendra fue introducida como un miembro de la Justice League al igual que Green Lantern John Stewart y el Martian Manhunter por primera vez en mucho tiempo en Justice League v4 # 01 (2019), se reveló que ella tiene un papel clave en toda esta gran saga debido a sus alas de metal nth esta vez, y que al parecer Perpetua la madre del Multiverso tiene miedo al papel de ella, razón por la cual la dividió en dos versiones de sí misma, Kendra y Shayera.
Después de revelado esto recuperó una parte de sí misma pero ambas seguían siendo individuos, por lo cual a Hawkgirl en Justice League v4 Anual # 01 por su metal se le necesita para curar la Source Wall y evitar la destrucción del multiverso al ser sellada ahí junto con los Titanes Omega, pero antes de esto Martian Manhunter se enlaza con ella mentalmente y le dijo que estuvo recolectando sus recuerdos de toda su vida para que ella tenga un paraíso para sí misma sellada dentro de la Source Wall, lo cual culmina en un beso entre J´onn J´onzz y Kendra Saunders, pero el tierno momento es interrumpido por un ataque de Brainiac a la Source, antes de que la Wall explote J´onzz viene desesperadamente a su rescate y la salva.

## Poderes y habilidades
Chica Halcón le debe sus poderes a un cinturón de Metal Nth, una sustancia nativa del planeta Thanagar (una vez hogar de otro par de heroes Halcones, Katar Hol y Mujer Halcón). El metal es psico-reactivo, responde a los pensamientos de su portador y en su forma base tiene una serie de propiedades electromagnéticas/gravitacionales. Para los Hawks, otorga el poder del vuelo, la fuerza sobrehumana, la visión súper aguda y una mayor capacidad de curación/regeneración.
Además, muestra habilidades avanzadas de combate cuerpo a cuerpo. Al igual que Hombre Halcón, ella conserva el conocimiento de varias vidas que vale la pena pelear. Sus armas preferidas son una lanza o una maza, pero también ha sido representada con espadas, hachas, martillos de guerra, escudos y otras armas cuerpo a cuerpo. Ella posee habilidades de tiro de sus tiempos como el pistolero, Canela.
Además, el cuchillo Nth metal que asesinó a Chica Halcón en su encarnación original como Chay-Ara tuvo un efecto inusual en su alma y la de su amante Khufu (Hombre Halcón). La pareja está encerrada en un ciclo interminable de muerte y renacimiento a lo largo de los siglos. Aunque no es un poder sobrehumano, esta propensión a la reencarnación le ha permitido a Chica Halcón engañar a la muerte y volver al servicio activo en su encarnación actual.
Al igual que todos los tailangarios modernos, Shayera Hol tiene un par de alas que crecen en su espalda, lo que le permite volar. Como Thanagariana, tiene una fuerza física considerable, resistencia y durabilidad. Como exmiembro de las fuerzas armadas de Thanagar, tenía un entrenamiento extensivo en táctica, ciencia militar y habilidades de combate personal. Además, su enfoque en el espionaje puede hacer que sea un oponente difícil de seguir, y le proporciona una ventaja al rastrear villanos.
Chica Halcón lleva una maza hecha de Nth metal, que puede generar corrientes eléctricas y repeler las energías mágicas, su maza es altamente efectiva contra la magia, como se muestra cuando Chica Halcón derrotó al Doctor Destino, uno de los magos más magistrales de Universo DC. Ella es experta en empuñar y lanzar la maza con precisión. Ella ha usado creativamente para usar la maza como un escudo para desviar los proyectiles entrantes, así como una unidad desfibriladora improvisada. Chica Halcón tiene una mente aguda, ya que regularmente derrotaba a Batman en el ajedrez.
Mediante el uso de Absorbascon, Shayera Hol habla muchos idiomas de la Tierra con fluidez. Su fisiología única también le permite comunicarse verbalmente con las aves.
El metal enésimo también regula la temperatura corporal del usuario, lo que evita la necesidad de llevar ropa protectora pesada a gran altura. También tiene la propiedad de irradiar calor, que se puede controlar para calentar al usuario en climas más fríos.
Recientemente, Kendra descubrió que había mejorado la curación, la fuerza, la visión y las habilidades de vuelo limitado cuando no usaba metal enésimo. Ella especula que esto se debe a su exposición prolongada a la sustancia. Queda por ver si todavía posee estas habilidades ahora que ella es Shiera Hall una vez más.

## Otras versiones

### Flashpoint
En la línea de tiempo alternativa del evento Flashpoint, Chica Halcón se unió a Las Furias de las Amazonas. Más tarde, se ve a Chica Halcón ayudando a Artemisa en su intento de matar al miembro del movimiento de la Resistencia, Lois Lane. Aunque, Lois es rescatada por la miembro de la Resistencia Penny Black usando las granadas de humo, Penny está seriamente herida. Más tarde, cuando las Furias atacan a Grifter y la Resistencia, Chica Halcón inmoviliza a Grifter, pero él tira a Chica Halcón y luego apuñala su pecho con un cuchillo de trinchera.

### DC Bombshells
En la continuidad de DC Bombshells ambientada en la Segunda Guerra Mundial, Shiera es un genio tecnológico y arqueólogo que ayuda a Bombshells con su amante, Vixen. Como Chica Halcón, usa un jetpack en lugar de volar con alas, aunque cuando Chita la obliga a construir armas con tecnología antigua, diseña una con alas y una poderosa maza.
Shiera creció en un orfanato en México. Desde muy joven tuvo una pasión por la historia y las culturas antiguas, así como por las magníficas estructuras que construyeron. Se convirtió en arqueóloga y su trabajo llamó la atención de Hans Garber. Él le informó sobre los amuletos de Zambesi y el poder que poseían.
Intrigado, Shiera se dirige a Zambesi para tratar de descubrir el secreto de los amuletos. Allí conoció a la reina Mari de Zambesi y los dos se enamoraron. Shiera se quedó en Zambesi con Mari y se convirtió en su mecánico personal, construyendo aparatos para ayudar a Mari contra sus enemigos.
Esta adaptación se caracterizaa por tener una inclinación Bisexual, ya que se enamora tanto de Hans Garber como de la Reina Mari de Zambesi.

### DC Super Hero Girls
Dentro de la adaptación de DC Super Hero Girls, Chica Halcón aparece como una estudiante en Super Hero High, siendo una superheroína latina. Durante la edición Hits and Myths, Kendra junto con Flash, Batgirl y Bumblebee forman un equipo para ayudar a Batgirl a localizar su Batplane perdido. Rastrean la Batplane hasta una barra de la calle. Allí luchan contra Canario Negro, Silver Banshee y Jinx, durante la pelea Canario Negro escapa con el Batplane, por lo que Chica Halcón, Hiedra Venenosa, Flash, Supergirl y Batgirl la persiguen para recuperar el batplane, después de derrotar a Canario lograron recupera el avión de combate, para celebrar su victoria todos van a Temiscira con Mujer Maravilla para tener una fiesta de pijamas.

### Injustice: Gods Among Us
En la adaptación Injustice: Gods Among Us, Chica Halcón (Shiera Hall) aparece como miembro del régimen de Superman. Primero parece responder a la llamada de los héroes de Mujer Maravilla en la Atalaya. Después de ser informado de la situación, del secuestro de los padres de Superman a manos de Amo de los Espejos, ella es una de los muchos héroes que acordaron ayudar a localizarlo. Ella lucha contra Mago del Clima en Ciudad Central, y luego se la ve esperando afuera del bar del villano. Chica Halcón luego aparece para ayudar a Mujer Maravilla a combatir a los Atlantes y Aquaman. Chica Halcón lucha contra las fuerzas de Atlantis cuando Mujer Maravilla ordena que rescate a las personas que habían sido derribadas por el ataque de Aquaman. Ella ve a las fuerzas de Arthur retroceder repentinamente y se da cuenta de que el enorme tsunami se acerca rápidamente. Ella es la primera en darse cuenta de que hay algo detrás de la ola. Chica Halcón descubre lo que ella cree que son montañas que se elevan del agua, pero de hecho son los enormes tentáculos del Kraken Aquaman llamados a su ayuda. Chica Halcón es atrapada por uno de los tentáculos del Kraken y arrastrada bajo el agua, ahogándose lentamente mientras Mujer Maravilla lucha por salvarla. Después de que llega Superman y obliga a Aquaman a llamar a su bestia, Chica Halcón es ordenado por el Hombre de Acero para ayudar a los marineros, mientras que Superman y la Liga van a dar su respuesta al ultimátum a Aquaman. Chica Halcón saca al líder de un país de su limusina durante un desfile antes de que ella lo pierda ante el Capitán Átomo. Sorprendida, Shiera deja caer la guardia y es golpeada por una explosión de electricidad que la hace caer a las calles. Colapsado, Chica Halcón ve a Black Lightning y Cazadora antes de que ésta la deje inconsciente con un rayo de flecha. Más tarde se ve a Chica Halcón encerrada en una celda de la Baticueva, mirando a Batman y Catwoman mientras discuten la reacción de la Liga a su secuestro. Cuando Catwoman señala que la Liga la buscará, Batman no está de acuerdo y la escena corta a la Atalaya, donde muchos héroes se sorprenden, se ve a una segunda Chica Halcón llegando. La verdadera Chica Halcón ha quedado atrapada dentro de la Baticueva, mientras que su impostor se ha revelado como el Detective Marciano, con forma su forma cambiada. Exactamente una semana después, el Detective Marciano está expuesto gracias al hijo de Batman, Damian, y Bruce libera a Chica Halcón según lo prometido. Shiera se dirige a la Atalaya estrellada y confirma su identidad al apagar fácilmente una cerilla encendida.
Chica Halcón va al Salón de la Justicia para interrogar a Lex Luthor sobre si Sinestro renunció voluntariamente a su anillo y sus poderes antes de dejarse encarcelar. Luthor confirma sus preguntas antes de decir que todavía cree que Sinestro tiene algo más que jugar antes de que Sinestro responda que los Linternas Verdes llegarán pronto para capturar a Superman y que la Liga necesitará su ayuda para detenerlos. Chica Halcón es vista de nuevo esperando a Superman y Shazam en Utah en el Gran desierto de sal, Mace está lista cuando responde la pregunta de Shazam sobre lo que el Hombre de Acero piensa que están tratando respondiendo: "Cree que estamos tratando con Linterna Verdes". Cuando Superman le pregunta cómo sabe, ella le dice que estaba hablando con su "invitado" en el Salón de la Justicia. Cuando ve a Superman mirando hacia el cielo, pregunta cuántas linternas hay en el camino, y Superman responde: "Demasiadas". Después de que los Linternas Verdes llegan frente a ellos y Superman y Kilowog tienen una breve conversación, Shiera exige saber dónde está Hal Jordan, y cuando Kilowog no responde, Superman hace que Cyborg dispare un rayo sobre los Linternas Verdes de la Atalaya. Los Linternas sobreviven e involucran a los tres, con Chica Halcón peleando con los Linternas Verdes Isamot Kol y RRU-9-2, cuando ve a Superman caer repentinamente, gritando su nombre. Poco después, Chica Halcón es derrotada, su maza Nth Metal fue tomada por el Linterna Verde Tomar-Re, y su cuerpo inconsciente atrapado en una construcción de burbujas junto a Shazam. Antes de que cualquiera de ellos pueda ser llevado a Oa, llega Sinestro, matando a Ch'p. Shiera es liberada y recupera su maza antes de enfrentarse a Tomar-Re y Procanon Kaa en una batalla hasta la llegada del Sinestro Corps. Chica Halcón vuela sobre los Linternas capturados, observando en silencio mientras se quitan los anillos en señal de rendición y es testigo de cómo los Sinestro Corps abandona la Tierra por orden de Sinestro. Durante los siete meses perdidos, Chica Halcón trabajó junto a sus compañeros de la Liga, Superman y Shazam, así como al linterna Hal, John y Sinestro en derrocar a más 'naciones deshonestas' para continuar estableciendo la paz en todo el mundo.
Cuando Hombre Halcón regresa a Thanagar y no encuentra a Chica Halcón, va a la Tierra. Allí trata de obligar a Chica Halcón a abandonar el régimen de Superman y regresar a casa, pero leal a Superman, Shiera lucha contra Hombre Halcón, después de derrotarlo le pide que se vaya o ella lo mataría. No respetando su deseo, Hombre Halcón luego regresa a la Tierra e intenta matar a Superman con una maza de kriptonita, falla y muere en una pelea a puño contra Superman.

### Justice League Beyond
Durante su mandato en la Liga de la Justicia John Stewart y Chica Halcón comenzaron un romance que duró hasta que Chica Halcón traicionó a la Liga de la Justicia. Después de eso, Stewart comenzó algo con su compañera de liga Vixen; sin embargo, durante un viaje al futuro, John Stewart se encontró con Warhawk, quien lo llamó "papá". Esto desconcertó a Stewart, pero Warhawk sí explicó qué había pasado. Resultó ser el hijo de John y Shayera. Cuando John regresó, decidió no decirle a Shayera inmediatamente; eventualmente le dijo a ella, pero también le dijo que no sería la marioneta del destino. Más tarde en la serie de cómics Justice League Beyond se revela que Shayera y John vuelven a estar juntos y se casan después de que Vixen es brutalmente asesinada por Shadow Thief. Tienen un hijo llamado Rex Stewart que más tarde se uniría a la Justice League Beyond como Warhawk. Después de que Warhawk nació, Shayera y John decidieron abandonar la Liga de la Justicia para cuidar a Rex.

### Elseworlds
Shayera y Katar aparecen en la serie de tres partes de Elseworlds Legend of the Hawkman (2000). La historia tiene lugar en la línea de tiempo de la Tierra-Uno, un tiempo después de The Brave and the Bold #34. Se muestra que quiere volver a casa en Thanagar mientras Katar se ha acostumbrado a la vida en la Tierra. Aunque esta miniserie nunca fue etiquetada como un proyecto de Elseworlds cuando se publicó originalmente, ahora se acepta como una, con esta historia claramente basada en las versiones de Hombre Halcón y Chica Halcón de la Era de Plata durante la era previa a Crisis on Infinite Earths.

### Aventuras de Liga de la Justicia
Justice League Adventures es una serie de cómics de DC que presenta la Liga de la Justicia, pero ambientada en la continuidad (y el estilo) de los programas de televisión Liga de la Justicia y Liga de la Justicia Ilimitada; a diferencia del Universo DC común. Shayera Hol aparece en el cómic, esta versión de Chica Halcón es muy similar a la presentada en el programa de televisión, ya que los cómics sirven como un spin-off de la serie, siendo Chica Halcón uno de los miembros fundadores de la Liga de la Justicia.

### JLA: The Nail & JLA: Another Nail
En JLA: The Nail y JLA: Another Nail, Chica Halcón es miembro de una muy odiada Liga de la Justicia, y lo sigue siendo incluso después de la muerte de su marido por parte de Amazo. En Another Nail, parece ser muy amiga de Zatanna. Ella ha perdonado a Oliver Queen (en el cuerpo de Amazo) después de admitir que se siente responsable de haber matado a Katar ". Su papel como la única miembro de Halcón con la Liga es muy similar a su homólogo animado en la serie animada de la Liga de la Justicia.

### Batman: The Dark Knight Strikes Again
En Batman: The Dark Knight Strikes Again, los Hawks intentaron regresar a Thanagar para huir de la dictadura militar de Lex Luthor, solo para estrellarse en las selvas tropicales de Costa Rica. Decidieron permanecer ocultos. Han dado a luz a un hijo y una hija, dándoles alas naturales. Katar y Shayera fueron asesinados en un ataque militar ordenado por Lex Luthor, abrazándose en sus últimos momentos. Los niños fueron criados en la jungla desde entonces. Estaban decididos a vengarse de Lex. Su hijo Hawkboy, finalmente mata a Lex con el permiso de Batman, ya que entiende por lo que ha pasado.

### Justicia
En Justice de Alex Ross, Chica Halcón es miembro de la Liga de la Justicia y codirectora del Museo Midway City, junto a su marido. Ella también aparece en Secret Origins y Liberty and Justice.

### Batman: The Brave and the Bold
Shayera aparece en el número #9 de The New-Batman: The Brave and the Bold comics. Al igual que sus homólogos de la Edad de Plata, Shayera y Katar están casados y muy enamorados.

### Gotham City Garage
Chica Halcón aparecerá en la nueva serie de cómics llamada Gotham City Garage. Kendra Saunders se muestra brevemente en el Episodio # 2. Ella es el miembro más joven de un equipo muy antiguo. Esta nueva serie está inspirada en la línea de estatuas de DC Collectibles.

### DC New Talents Showcase
Chica Halcón fue elegida para una de las siete características en el cómic de una sola toma. Ella vive en Chicago, trabajando como detective de la policía. Ella es de Thanagar, su maza vibra como un teléfono inteligente cuando las armas Thames Nth-Metal están cerca, y tiene un Halcón Robot secreto. Se reveló que no abandonó Thanagar en los mejores términos, después de un tiempo recogiendo armas Thanagarianas de las escenas del crimen comenzó a sospechar que algo andaba mal, esto la llevó a luchar contra un antiguo Thanagarianos, que querían su muerte ya que ella eligió humanos en lugar de thanagarianos.
Erica Schultz, una de las escritoras de este cómic, dijo que estaba inspirada en la versión animada del personaje de la Liga de la Justicia: "Siempre me atrajeron los personajes fuertes, pero lo que realmente solidificó mi amor por Shayera fue el programa de animación de la Liga de la Justicia".

### Scooby-Doo Team-Up
Este cómic de Sholly Fisch y Dario Brizuela explicaba el origen de los Hawks basado en el egipcio, mostraba a Chica Halcón y Hombre Halcón reunidos con los personajes de la serie animada Scooby-Doo, se unían para encontrar a los ladrones que robaban el museo Hawks. Más tarde descubren que Shadow Thief, Fadeaway Man y Matter Master estaban detrás de él, los Hawks luchan contra ellos y recuperan los objetos robados. Esta versión de Chica Halcón se basa en Shayera Hol.

### Bombshells: United
Los Bombshells están de regreso en una serie completamente nueva. Como el nuevo cuento comienza en el año es 1943. Mujer Maravilla es llamada a Arizona en busca de ayuda por dos chicas jóvenes llamadas Cassie Sandsmark y Donna Troy, durante esto Diana dice que el mundo ha cambiado desde la guerra que ocurrió hace tres años, mencionando que incluso desde las cenizas de ese mundo agonizante, las Bombshells se levantaron, refiriéndose a "la Chica Halcón de otro mundo" como uno de sus miembros. Ella se muestra en Zambesi junto a Vixen.

## En otros medios

### Televisión

#### Acción en vivo

##### Smallville
En el episodio de la serie de acción en vivo Smallville "Absolute Justice", el armamento y la máscara de Chica Halcón se exhiben en la casa de piedra rojiza JSA. Su casco de halcón tiene una grieta en el lado derecho, y Hombre Halcón nota que ella ha estado muerta por varios años. Él confirma que ella es su esposa, Shayera Hall, y que ambos se han reencarnado muchas veces a través de las épocas. Posteriormente aparece en el segundo episodio de la décima y última temporada del programa, titulado "Shield". Ella aparece en un breve cameo de Flashback mientras que Carter Hall le cuenta a Lois Lane sobre sus vidas pasadas como el príncipe Khufu y Chay-Ara. Ella es interpretada por Sahar Biniaz. En el episodio "Ícaro", Carter Hall muere mientras salva a Lois del general Slade Wilson y una explosión de gas en la oficina de Oliver Queen en el edificio LuthorCorp. Los miembros de la naciente Liga de la Justicia del programa ponen a Carter a descansar en una tumba egipcia junto al cuerpo de Shayera. Al igual que con Carter, el casco y la maza de Shayera se colocan en la parte superior de su ataúd en honor y respeto.

##### Arrowverso
Kendra Saunders (interpretada por Ciara Renée) hizo una aparición especial en el episodio final de la primera temporada de la serie de televisión The CW The Flash, titulada "Bastante rápidoFast Enough". También sale con el mejor amigo de Barry Allen, Cisco Ramón (interpretado por Carlos Valdés) antes de conocer a Carter Hall (Falk Hentschel). En "Legends of Today", Kendra y Hall son atacados por Vándalo Salvaje (Casper Crump), lo que lleva a Barry y Cisco a buscar la ayuda de Oliver Queen (Stephen Amell) contra el inmortal. A partir de este encuentro, Kendra descubre que es la reencarnación de una antigua sacerdotisa guerrera egipcia llamada Chay-ara, y que puede transformarse en la alada y viciosa Chica Halcón. En el episodio crossover de Arrow "Legends of Yesterday", Kendra y Carter se unen a la pelea de Barry y Oliver contra Salvaje, pero aunque son asesinados en la confrontación inicial, Barry logra retroceder en el tiempo y evitar su derrota, proporcionando a Kendra el incentivo necesario recordar su muerte original y la de Carter. A pesar de conocer su destino con Carter, Kendra sigue siendo cariñoso con Cisco. Renée repite su papel de The Flash como Kendra Saunders/Chica Halcón en Legends of Tomorrow.
 donde se une al equipo de Rip Hunter contra Vándalo Salvaje. Durante su búsqueda, se revela que Salvaje solo puede morir definitivamente si es apuñalado por Kendra, o una versión de ella, con una daga que Chay-ara sostenía cuando ella murió la primera vez, con el primer intento de matarlo. resultando en la muerte de Carter cuando Carter intenta matar a Salvaje. Durante el transcurso de la serie, desarrolla una nueva relación con Ray Palmer, que se vuelve más compleja cuando pasan dos años atrapados en la década de 1950 haciéndose pasar por un matrimonio debido a las tensiones de una pareja interracial en esa época después del resto del equipo se ven obligados a dejarlos atrás, así como a las complejidades de su "relación" a largo plazo con Carter. Se reunió con Carter, que se reencarnó como Scythian Torvil, uno de los soldados de Salvaje, en "Leviathan".

##### Krypton
Hawkgirl aparecerá en la serie de televisión de Syfy llamada Krypton, la serie funcionará como una precuela de la película Man of Steel, esta versión del personaje está basada en Shayera Hol y se llama Mujer Halcón. Luego de descubrir que un grupo de villanos regresaron al pasado para evitar que naciera Superman, Shayera y Adam Strange se marcharon en una aventura de viaje en el tiempo para evitar que esto sucediera.

#### Animado

##### Súper amigos
Chica Halcón ha aparecido en algunos episodios de La nueva hora de los Súper Amigos y La hora de los Súper Amigos emparejados junto a su marido Hombre Halcón. En sus apariciones en el programa, se parecía a la versión del personaje de la Edad de Plata. Sin embargo, en su última aparición durante la "temporada perdida", Chica Halcón recibió un nuevo disfraz (una máscara totalmente negra, una pieza amarilla con un cinturón rojo y botas grises) y su cabello cambió a rubio. Ella fue expresada por Shannon Farnon y Janet Waldo.

##### Liga de la Justicia y Liga de la Justicia Ilimitada
Chica Halcón aparece en la serie animada Liga de la Justicia y Liga de la Justicia Ilimitada, con la voz de María Canals. Está basada en Shayera Hol, la versión del personaje de la Edad de Plata. Su personalidad fue completamente rediseñada para la serie por los productores, que querían una segunda superhéroe femenina para que el equipo contrastara con Mujer Maravilla. Mientras que Canario Negro es tradicionalmente más asociado con la Liga de la Justicia, los productores preferían tener a la familia Halcón representada. En la continuidad animada, las alas de Chica Halcón son orgánicas y ella maneja una maza de Metal Nth que interrumpe las fuerzas mágicas y otras formas de energía, también se la representa teniendo una fuerza sobrehumana, resistencia, durabilidad y es un combate mano a mano experto, como se muestra en "La Noche más Oscura Segunda Parte" cuando derrotó a cuatro miembros del Green Lantern Corps por su cuenta. Se puede suponer que también tiene cierta capacidad de vuelo estacionario, ya que a veces se la ve colgando en el aire sin el uso visible de sus alas. En el episodio de la Liga de la Justicia "Solo un sueño Parte 1", se la ve revoloteando con Copperhead aferrándose a su espalda.
En "Orígenes Secretos", el Detective Marciano reúne a la futura Liga para luchar contra una invasión alienígena en la Tierra por parte de los Marcianos Blancos. Después de la derrota de la invasión, los siete se mantuvieron como un equipo y formaron oficialmente la Liga de la Justicia, dedicada a la defensa de la Tierra contra el ataque tanto dentro como fuera. Para el resto de la Liga, Shayera era una mujer misteriosa con alas angelicales de otro mundo. Explicó que se encontró en la Tierra cuando, mientras perseguía a algunos criminales que estaban traficando con tecnología prohibida, fue transportada accidentalmente por los rayos de un transportador dimensional conocido por su gente como un Zeta Beam, que tradicionalmente se ha asociado con el héroe de DC Adam Strange.
A lo largo de la serie, ella construye lentamente una relación con Linterna Verde (John Stewart). En el episodio de dos partes "Comodines", John es casi asesinado por una bomba que el Joker ha puesto en marcha mientras protegía a Shayera. Ella apenas se las arregla para traerlo de vuelta a la vida al darle un golpe con su maza, y luego deja la ciudad para tratarlo. Más tarde, en la Atalaya, John y Shayera muestran sus verdaderos sentimientos el uno por el otro, y Shayera le permite a John quitarse la máscara, dando al espectador la primera mirada a la cara de Chica Halcón debajo de la máscara, y los dos comparten un beso.
En el final de la segunda temporada "Desventurados", Shayera se revela como una oficial militar de las fuerzas armadas de Thanagar, trabajando como exploradora avanzada en la Tierra. Cuando su gente repentinamente llega a la fuerza en la Tierra, ella trabaja para ayudar a los Thanagarianos a obtener el apoyo de los líderes de la Tierra para protegerlo de los enemigos mortales de los Thanagarianos, los Gordanianos. También se reunió con su comandante y prometido Hro Talak (un anagrama para el nombre de la Silver Age Hombre Halcón Katar Hol), con su misión de espionaje ahora revelada y este romance sin mencionar que crea una fricción considerable entre ella y John. La información que les ha dado a los Thanagarianos les permite tomar prisioneros a la Liga, aunque Shayera dice que no deberían matarlos. Más tarde escapan.
Sin que Shayera lo sepa, la verdadera intención de los Thanagarianos es transformar la Tierra en el eslabón final de un salto hiperespacial, que destruirá la Tierra pero permitirá que los Thanagarianos asesten un golpe mortal en el mundo natal de los gordanianos. Cuando Shayera se entera de este plan, traiciona a su pueblo e informa a la Liga de la Justicia del complot de Thanagar, probando esto devolviendo el anillo de John que los Thanagarianos habían tomado. Las fuerzas de Thanagarianos son derrotadas eventual por la liga y obligadas a irse de la tierra, con Shayera dejado como traidor. (Por esta razón, Shayera es posteriormente emboscada por unos miembros Thanagarianos sobrevivientes de la guerra y pertenecientes a la resistencia que buscan venganza en el episodio "Luna de Cazadores".) Los otros seis miembros de la Liga votan si permiten que Shayera permanezca en el equipo, pero antes puede decirle el resultado, ella renuncia a la Liga y se va (en "Despertar a los muertos", se revela que la decisión, mientras estaba dividida, era a favor de dejarla quedarse, con John absteniéndose y Superman rompiendo el empate). Ella finalmente viene a vivir con el Doctor Destino y su esposa Inza en la fortaleza de la torre del Destino en un esfuerzo por decidir qué hacer con su vida.
En el episodio "Despertar a los muertos", el cadáver de Solomon Grundy se reanima y hace estragos. Shayera asume la responsabilidad de matar a Grundy, a quien una vez consideró como amiga. Después de esto, regresa a la Liga, pero es tiempo de que vuelva a ser aceptada correctamente entre sus miembros, en particular Mujer Maravilla y Batman (que probablemente fueron los dos que previamente votaron en contra de su permanencia en el equipo). Después de que se le permite volver a unirse a la Liga de la Justicia, Shayera recupera su asiento entre los siete miembros fundadores y opta por vestirse con ropa civil sencilla en comparación con su traje anterior, más militarista.
Después de regresar a la Liga de la Justicia, Shayera encontró un conflicto con la Mujer Maravilla, la guerrera amazona había permitido de mala gana que Shayera se uniera nuevamente al equipo, sin embargo guardando rencor contra ella. Ella mantendría esa sensación hasta el episodio "El Equilibrio", cuando se vio obligada a llevar a Shayera a Temiscira y el Tártaro debido al regreso de Felix Fausto y su usurpación del trono de Hades, Shayera fue vital para esta misión porque su Maza de Nth Metal era la única arma capaz de detener a Fausto. Durante esta misión, Shayera y Mujer Maravilla resolvieron sus diferencias de una vez por todas. Shayera todavía se encontró con un conflicto con Vixen. Una vez, ellos, durante el episodio "Luna de Cazadores", junto con Vigilante, fueron asignados a una misión de rescate en una luna distante donde los mineros alienígenas tenían problemas debido a los supuestos altos niveles de inestabilidad del metal Nth. Sin embargo, resultó ser una trampa puesta por Paran Dul, que dirigía un grupo de soldados de Thanagarians incluso Kragger mentalmente inhabilitado. Durante su enfrentamiento, Paran reveló que la traición de Shayera había llevado a la derrota de Thanagar por los Gordanianos y que Hro Talak se había sacrificado en la lucha. Una angustiada Shayera tuvo la tentación de entregarse y dejar que la juzgaran, pero Vixen y Vigilante se negaron a dejarla ir.
Shayera incluso ofreció rendirse a cambio de Vixen que había sido capturada por los Thanagarianos, pero luego se defendió cuando casi mataron a Vixen al dejarla caer desde el aire. Los Thanagarianos fueron derrotados y los tres miembros de la Liga robaron una Nave y regresaron a la Atalaya. A su llegada, John Stewart corrió hacia Vixen y Shayera, pero caminaron directamente, lo que implicaba que iban a resolver su disputa por él. Stewart temía lo peor, pero simplemente se rieron de las bebidas durante las cuales las dos mujeres discutieron sus peculiaridades y hábitos. Shayera reveló que aún lo amaba, mientras que Vixen reveló que aún amaba a Shayera y que solo quería ver las cosas hasta el final. Acordaron una competencia amistosa por su afecto, con un brindis.
El espectáculo termina con Shayera y Linterna (que en este punto está en una relación con el miembro de la Liga Vixen) que han decidido ser amigos por el momento. El creador de la serie, Bruce Timm, dijo en una entrevista que mientras deliberadamente era ambiguo sobre el futuro de su relación y entendía que a algunos fanáticos les desagradaba dónde quedaba en el final de la serie, opinaba que "puedes poner dos y dos juntos e imaginarte". lo que sucede ", especialmente desde que Linterna conoció a su futuro hijo, Warhawk (Rex Stewart), quien indica que su madre es Shayera. Una resolución de esta historia ocurre en el quinto número del cómic Batman Beyond Unlimited, en el que John y Shayera finalmente se reconcilian y se establecen para formar una familia en África. Aunque estos eventos no se consideran canónicos para la historia del Universo animado de DC Comics, los problemas fueron creados por escritores independientes no asociados con la producción original.
Además de John, Shayera muestra una fuerte amistad con Flash que se menciona varias veces a través de las series JL y JLU, por lo general de una manera fraternal, que incluye a él como el único que se despidió de ella después de su decisión de renunciar. Ella también es el primer intento y lo aleja de Fuerza de la Velocidad en el episodio "Divididos Caeremos". En el episodio debut de la Liga de la Justicia Ilimitada, "Soy de la Legión", Flash dice: "Ella me ama. Es como la hermana mayor que nunca tuve. Solo que, ya sabes ... más baja".
Más tarde Chica Halcón se encuentra con el arqueólogo Carter Hall, quien afirma que son las reencarnaciones de dos Thanagarianos, Keops y Chay-Ara, quienes aterrizaron en la Tierra hace miles de años, y se convirtieron en gobernantes de Egipto. Shadow Thief los captura a ellos y a Linterna Verde y usa la tecnología Thanagariana de esa época para mostrarles lo que sucedió. Después de que Shayera tuvo un romance con el líder militar y amigo más cercano de Katar Bashari, aparentemente el antepasado de John Stewart, debido a que su esposo no pasó suficiente tiempo con ella, fueron envenenados por el sacerdote Hath-Set que escuchó a Carter desear que estuvieran muertos. Cuando descubrió que se había envenenado a sí mismo.

##### Static Shock
Chica Halcón aparece en el episodio de Static Shock, "A League of Their Own", con María Canals repitiendo su papel. Dentro de la Atalaya, Batman está revisando el campo de estasis que protege un módulo sobrante de Brainiac de sus alrededores. Batman le explica a Chica Halcón la naturaleza de Brainiac como un programa regenerativo, un virus que no muere, se activa una alarma y Flash llama a todos a la sala de control. Como resultado, la Atalaya está en el camino de una súper cuerda cósmica, e incluso con el escudo levantado, la mayor parte de la energía se drena del generador de la estación. Brainiac logra tomar ventaja de esto, escapando de su campo de estasis drenado. Chica Halcón y Justice League llaman a Static y Gear para ayudar en la lucha contra Brainiac.

##### DC Super Hero Girls
La versión de Kendra Saunders apareció en la serie web DC Super Hero Girls y el especial DC Super Hero High, con la voz de Nika Futterman, donde ella es la monitora del pasillo en Super Hero High. Se le muestra cabello castaño con vetas rubias y lleva su maza Nth Metal habitual junto con un par de gafas amarillas.
Chica Halcón aparece por primera vez en el episodio uno de la primera temporada, "Welcome to Super Hero High", y es presentada como una de las alumnas de la escuela. Durante el episodio dos, "All About Super Hero High", se muestra que Chica Halcón tiene problemas para hacer que Chita siga el límite de velocidad en el Hall.
El sexto episodio de la serie, "Fall Into Super Hero High", tiene a Harley Quinn organizando una noche de cine, estrenando una compilación de metraje protagonizada por chicas en malas situaciones. Chica Halcón es vista golpeando su cabeza en un marcador durante una clase de deportes, también se le muestra diciéndole a Chita que deje de correr en los pasillos después de que aparece el último golpeándose la cara en una de las puertas de la escuela.
Después del episodio nueve, "Weaponomics", se ve a Chica Halcón asistiendo a la clase de armas, practicando algunos movimientos con su maza Nth Metal. Durante el episodio diez, "Clubbing", Chica Halcón se muestra como parte del club de detectives junto a Bumblebee y Batgirl.
Chica Halcón está en la fiesta sorpresa hecha para Mujer Maravilla en el episodio uno de la segunda temporada, "New Beginnings", debido a que Diana derrotó a su primer súper villano, Giganta. Chica Halcón también aparece en el sexto episodio, "License to Fly", en este episodio Batgirl está teniendo problemas para lograr pasar su prueba de vuelo, por lo que Chica Halcón, Mujer Maravilla, Supergirl y Bumblebee la ayudan. En el episodio once, "Dude, Where's My Invisible Jet?", El jet invisible de Mujer Maravilla desaparece, Chica Halcón, Batgirl y otros se unen para formar una fiesta de búsqueda, al final del episodio lo encuentran después de tirarle pintura púrpura por todas partes.
Kendra aparece en el episodio quince, "Hawkgirl's Day Off". Como un descanso de la clase y el control del salón, Chica Halcón es llevada al SuperSpa por Bumblebee, Batgirl y Supergirl. Mientras que los otros claramente disfrutan su tiempo allí, Chica Halcón está aburrida, así que decide entrar en el baño de barro, pero allí se encuentra con la Sra. Clayface (esposa de Clayface) y luchan, después de derrotarla, Chica Halcón descubre que la Sra. Clayface es en realidad una cliente habitual. de la SuperSpa y se disculpa con ella.
Chica Halcón aparece en el episodio dieciséis, "Hero of the Month: Hawkgirl", donde es nominada Héroe del mes. En este episodio, todos los estudiantes cuentan cuánto aprecian a Chica Halcón y todo lo que les ha hecho, revelando que Kendra es muy cuidadosa y honesta amiga hacia el final del episodio, Amanda Waller la felicita.
En el episodio 20, "Riddle of the Heart", Chica Halcón, Batgirl y Flash son los últimos en salvar gatos, mientras que encuentran un documento adjunto a uno de los gatos con un acertijo, el equipo trabaja en conjunto para resolverlo hasta que encuentran al Riddler, eso estaba detrás de eso, mientras tanto, Chica Halcón y Flash están atrapados en una red y Batgirl tiene que derrotar solo al Riddler.
Durante el episodio cinco de la tercera temporada, "Seeing Red", Chica Halcón se ve afectada por la Kryptonita Roja suelta en la Super Hero High, sacando a relucir su lado malo, debido a esto se le muestra luchando contra Flash. Después de que Starfire capturara la Kryptonita, Chica Halcón es ella misma y se disculpa con Flash.
En el episodio quince, "A Fury Scorned", Lashina irrumpe en Belle Reve y envenena a Gordon. Batgirl y Chica Halcón se asocian para buscar el antídoto, Chica Halcón encuentra el antídoto y salva al Comisionado Gordon. Más tarde se muestran en el hospital con el Comisionado.
Durante el episodio diecinueve, "Fresh Ares Part.2", Chica Halcón lucha contra Ares junto a Mujer Maravilla, Batgirl, Killer Frost y otros. Ella ayuda a derrotarlo con un golpe final de su maza en la espalda. Chica Halcón aparece en el episodio veinte, "Fresh Ares Part.3", se la muestra celebrando la derrota de Ares con los otros héroes, pero segundos después vuelve a la acción y comenzó a destruir Metrópolis, con la ayuda de Catwoman, las supers devuelven el amuleto de Harmonia a Ares y salva el día.
El episodio veintiuno, "Gorila Warfare", Chica Halcón asiste a una clase en Super Hero High, durante el cual Gorilla Grodd es capturado por su antiguo ejército. Chica Halcón, Harley Quinn, Chico Bestia, Frost y Flash se unen para salvarlo, con Chica Halcón trabajando como el líder del equipo. Después de ser derrotado, el antiguo ejército de Grodd revela que lo echaron de menos y que esa era la única razón por la que intentaban "capturarlo".

##### Young Justice
Hawkgirl hace varias apariciones en Young Justice, esta versión del personaje se basa en Shayera Thal y se conoce con el nombre en clave Mujer Halcón. Ella, junto a Hombre Halcón, son miembros de la Liga de la Justicia. En "Fireworks", ella estaba en la Liga de la Justicia cuando llegaron al Edificio Cadmus después de la derrota de Blockbuster. Ella reaparece en el episodio "Revelation", ayudando a defender Metrópolis junto a Hombre Halcón y Linterna Verde contra un monstruo vegetal enviado por Hiedra Venenosa y la Sociedad Secreta de Supervillanos. En el episodio "Failsafe", Mujer Halcón fue vista defendiendo a Taipéi de invasores alienígenas junto a Hombre Halcón, Flecha Verde y Canario Negro. Los eventos de esa invasión fueron parte del entrenamiento mental del Detective Marciano en el Equipo. En "Agendas", Mujer Halcón asiste a la reunión de la Liga de la Justicia para ampliar la membresía. Ella está de acuerdo con Mujer Maravilla y Canario Negro en que la Liga de la Justicia necesita más miembros femeninos. Cuando Vándalo Salvaje infectó a la Liga de la Justicia, Mujer Halcón fue una de las seis integrantes de la Liga de la Justicia desaparecida durante dieciséis horas, fueron enviadas a Rimbor, destruyendo el planeta en dieciséis horas. Mientras Vándalo Salvaje tiene el control de ella, Shayera se muestra luchando contra Canario y la golpea con su maza durante el episodio 26 de la primera temporada, "Auld Acquaintance". En el tercer episodio de la segunda temporada llamado "Alienated", se puede ver a Mujer Halcón partir hacia Rimbor con los otros cinco miembros de la Liga de la Justicia que fueron controlados por Salvaje para enfrentar su juicio, Hombre Halcón e Ícono van con ellos también.

##### DC Super Hero Girls (serie de televisión de 2019)
La encarnación de Shiera Sanders aparece en el episodio de la serie animada "#TheBirdAndTheBee", con la voz de Stephanie Lemelin.

### Cine
- Una versión malvada de Chica Halcón conocida como Angelique aparece como miembro del Sindicato del Crimen de América en la película animada Justice League: Crisis on Two Earths (2010). Se muestra que posee una espada llameante. Ella es asesinada en los primeros minutos de la película cuando El Bufón, la versión heroica del Joker detona una bomba, sacrificándose a sí mismo.

- Chica Halcón apareció en The Lego Batman Movie (2017) en la fiesta de aniversario de la Liga de la Justicia, esta versión está basada en Shayera Hol.

- Shayera Hol hace un cameo como Chica Halcón (o Mujer Halcón) al final de la película animada Justice League: The New Frontier (2008). Ella es vista durante el famoso discurso de John F. Kennedy.

- Chica Halcón apareció en DC Super Hero Girls: Héroe del Año (2016), Kendra es una de las alumnas nominada a la ceremonia anual Hero of The Year y compite por el primer premio, pero la ceremonia da un giro cuando Dark Opal se dirige a los héroes. y roba sus posesiones valiosas. Después de asociarse con Chico Bestia, Chica Halcón hace todo lo posible para ayudarlo a convertirse en un mejor héroe. Una noche, el cinturón de metal Nth que le otorga sus poderes de vuelo es robado por las sombras de Eclipso, quien quiere usarlo para crear un arma. Esto no la detiene para defender la escuela, y finalmente recupera su cinturón. Nika Futterman repite su papel como Chica Halcón en esta película

- Chica Halcón aparece en DC Super Hero Girls: Juegos Intergalácticos (2017) entrenando para los juegos intergalácticos, aunque ella no se muestra compitiendo después. Ella está en la cena de apertura y participa en la pelea de alimentos. Se une a la batalla contra el ejército de Lena Luthor, usando su maza para enfrentarse a los robots.
- Chica Halcón aparece en la película Superman (2025) interpretada por la actriz Isabela Merced.

### Videojuegos
- Chica Halcón es un personaje jugable en los juegos de Game Boy Advance Justice League: Injustice for All y Justice League: Chronicles. Ella está basada en la versión animada del personaje.

- Chica Halcón es un personaje jugable en el videojuego Justice League Heroes interpretado por Collette Whittaker. Ella se puede desbloquear pagando 70 escudos naranjas en la pantalla del menú. El perfil incluido es el de Kendra. Ella también tiene acceso a las habilidades supersónicas de Canario Negro, en forma de un grito de guerra.

- Chica Halcón aparece en DC Universe Online, con la voz de Lana Lesley. Aunque esta versión es Shayera Hol, mientras que su aparición se basa en la versión de Kendra Saunders.

- Chica Halcón es un personaje jugable en Lego Batman 2: DC Super Heroes, con la voz de Kari Wahlgren.

- Chica Halcón es un personaje jugable en Injustice: Dioses entre nosotros interpretado por Jennifer Hale. Ella se ve con el resto de los villanos de la Liga de la Justicia en la "Tierra Prima". En el régimen alterno dominado por la Tierra, ella es miembro del Régimen. Ella y Nightwing del mundo atacan al Joker "Prime" y al resto del Clan Joker y es derrotado. Más tarde ella lucha y es vencida por Lex Luthor, de su mundo, quien toma su cinturón de metal como parte de su plan para derrotar a Superman. Después de que el Régimen es derrotado, ella es capturada y encarcelada junto con los otros héroes anteriores. En el final de un solo jugador, se revela que Chica Halcón recibió un lavado de cerebro por parte del Régimen. Liberada, ella derrota a Superman por haber matado a su esposo Hombre Halcón, pero es encarcelada por su papel en el Régimen. Una noche, ella es teletransportada a una piedra de Nth Metal puro que la envuelve en una armadura invencible. Luego se propone vengarse de aquellos que ayudaron a Superman a capturar a Hombre Halcón.

- Chica Halcón aparece como un personaje jugable en Lego Batman 3: Beyond Gotham. Kari Wahlgren repite su papel.

- Chica Halcón apareció como personaje jugable en Infinite Crisis, con María Canals repitiendo su papel.

- Chica Halcón es un personaje jugable del juego DC Legends disponible en la tienda Google Play después de acumular suficientes puntos en niveles más altos.

- Chica Halcón se menciona en Injustice 2 en un diálogo previo a la batalla entre Catwoman y John Stewart, donde dice que Chica Halcón es más de su tipo. Ella también es un modificador que ayuda al jugador contra los enemigos en ciertos multiversos, lanza su maza hacia ellos, aturde al oponente por unos segundos.

## Ediciones recolectadas
| Título                    | Edición                | Fecha de publicación | ISBN                   |
| ------------------------- | ---------------------- | -------------------- | ---------------------- |
| Hawkgirl: The Maw         | Hawkgirl Vol. 1 #50-56 | abril de 2007        | ISBN 978-1-4012-1246-9 |
| Hawkgirl: Hawkman Returns | Hawkgirl Vol. 1 #57-60 | noviembre de 2007    | ISBN 978-1-4012-1488-3 |
| Hawkgirl: Hath-Set        | Hawkgirl Vol. 1 #61-56 | marzo de 2008        | ISBN 978-1-4012-1488-3 |